# 贝罗卡尔德萨尔瓦铁拉
贝罗卡尔德萨尔瓦铁拉，是西班牙卡斯蒂利亚-莱昂萨拉曼卡省的一个市镇。 总面积31平方公里，总人口122人（2001年），人口密度4人/平方公里。